# 交通部 (菲律賓)
交通部（簡稱DOTr），2016年之前稱為交通及通訊部，於1899年1月23日成立，為菲律賓政府轄下的行政部門之一，總部位於邦板牙省克拉克自由港區，負責管理菲律賓國內的海陸空交通基礎設施。

## 外部連結
- 交通部 （页面存档备份，存于）